# Calciumchlorat
Calciumchlorat ist eine chemische Verbindung aus der Gruppe der Chlorate.

## Gewinnung und Darstellung
Calciumchlorat kann durch Reaktion von Chlor in eine heiße Aufschlämmung von Calciumhydroxid gewonnen werden.
{\displaystyle \mathrm {6\ Ca(OH)_{2}+6\ Cl_{2}\longrightarrow Ca(ClO_{3})_{2}+5\ CaCl_{2}+6\ H_{2}O} }
Eine elektrochemische Herstellung aus Calciumchlorid ist ebenfalls möglich.

## Eigenschaften
Calciumchlorat ist ein hygroskopischer, geruchloser, farbloser bis gelblicher Feststoff mit monokliner Kristallstruktur, welcher sehr leicht löslich in Wasser ist. Er zersetzt sich ab einer Temperatur über 100 °C, wobei unter anderem Sauerstoff entsteht. Das Dihydrat verliert sein Kristallwasser bei Temperaturen größer als 100 °C.

## Verwendung
Calciumchlorat wird zur Herstellung von Feuerwerk, Herbiziden und in der Analogfotografie verwendet.

## Sicherheitshinweise
Calciumchlorat ist ein reaktionsfähiger brandfördernder Feststoff. Er brennt selbst nicht, reagiert aber so heftig mit brennbaren Stoffen, dass er diese zum Teil ohne weitere Zündquelle zur Entzündung bringen und einen bestehenden Brand erheblich fördern kann. Beim Mischen mit brennbaren Stoffen besteht Explosionsgefahr.